# رد امیک
ریچارد «رِد» اَمیک (انگلیسی: Richard "Red" Amick؛ زادهٔ ۱۹ ژانویهٔ ۱۹۲۹ در کانزاس‌سیتی، میزوری، درگذشتهٔ ۱۶ مهٔ ۱۹۹۵ در کریستال ریور، فلوریدا) رانندهٔ مسابقات اتومبیل‌رانی فرمول یک اهل ایالات متحده آمریکا بود که از فصل ۱۹۵۹ تا ۱۹۶۰ در مجموع در دو گراند پری شرکت کرد، اما موفق به کسب هیچ امتیازی نشد.
امیک در ۱۶ مهٔ ۱۹۹۵ در کریستال ریور، فلوریدا درگذشت.